# Leptodactylus rugosus
Leptodactylus rugosus es una especie de ránidos de la familia Leptodactylidae.

## Distribución geográfica
Se encuentra en la Guyana, Venezuela y, posiblemente, Brasil.

## Estado de conservación
Se encuentra amenazada de extinción por la pérdida de su hábitat natural.